# 千羽かよこ
千羽かよこ（せんば かよこ、1977年11月17日 - ）は、日本のグラビアモデル、レースクイーン。
ミスユニバース日本大会準優勝。
2004Koseiレースクイーン。

## 写真集
- Bunny's Angel（2005年3月、日本スポーツ出版社、撮影：会田我路）ISBN 978-4930943880
- エロモン（2005年10月、双葉社、撮影：会田定広）ISBN 978-4575298512
- 五感の扉~reincarnation~(NIPPON SPORTS MOOK 123)（2006年7月1日、日本スポーツ出版社、撮影：野川イサム）ISBN 978-4903339238

## DVD
- 激・MAX！ 2010
- 幻蘭 2009
- Soul Heat 2009
- 成熟 2008
- 妖戀 2008
- BAD GIRL 2008
- 月刊隆行通信 Vol.27 毒 2007
- 美薇 villa 日本メディアサプライ 2007
- 萌乳 2007
- Temptation 誘惑 2007
- 余熱 日本メディアサプライ　2007
- EIGHT～緊縛～　2006
- 千羽かよこ×パンスト美脚<コスプレ編>　2006
- 千羽かよこ×2　2006
- 千羽かよこ　2006
- EIGHT 2005
- 月刊隆行通信 Vol.6 2005
- Diva - color wars - 2005
- 液体～EKITAI～　2005
- Melty　2005
- 激エロ 乳(New)Vibration　2005
- 桃色吐息　2004

## 雑誌
- ゴルフトゥディ 三栄書房 2008 11/20号

## テレビ
- アイドル☆Kiss（MONDO21）
- 誘惑のマーメイド（MONDO21）